# Megaxenus
Megaxenus (лат.) — род термитофильных жуков из семейства Aderidae. 3 вида. Обитают в Австралия и на Новой Гвинее. Обнаружены в гнёздах термитов рода Microcerotermes (Isoptera, Termitidae, Amitermitinae). Наблюдения за поведением жуков показали, что их личинки интегрированы в сообщество термитов и включены в их трофаллактическое кормление, в то время как взрослые особи активно преследуются термитами. Поэтому имаго жуков выживают только по окраинам термитника.
- Megaxenus bioculatus Lawrence in Lawrence, Kistner & Pasteels, 1990 — Папуа Новая Гвинея
- Megaxenus papuensis Lawrence in Lawrence, Kistner & Pasteels, 1990 — Папуа Новая Гвинея
- Megaxenus termitophilus Lawrence in Lawrence, Kistner & Pasteels, 1990 — Австралия (Квинсленд)